# Isla Fallen Jerusalem
La Isla Fallen Jerusalem (en español antiguamente Isla de la Ciudad Arruinada y en inglés: Fallen Jerusalem Island) es una isla deshabitada de las Islas Vírgenes Británicas en el Caribe. Obtuvo su nombre por la gran cantidad de rocas volcánicas de gran tamaño que se encuentran dispersas en la isla (algunas de los cuales pesan miles de toneladas), que le dan la vaga semejanza a una ciudad destruida.
Está ubicada al sur de la isla Virgen Gorda en las Antillas Menores.